# Rubén Ruiz Díaz
Rubén Ruiz Díaz (11 de novembre de 1969) és un exfutbolista paraguaià.

## Selecció del Paraguai
Va formar part de l'equip paraguaià a la Copa del Món de 1998. Destacà a les lligues mexicana i argentina.